# Nemesis Records
La Nemesis Records è stata un'etichetta discografica indipendente statunitense.

## Storia della Nemesis Records
Fondata nel 1989, è famosa per aver prodotto l'album di debutto degli Offspring, The Offspring.

## Alcuni artisti della Nemesis Records
- A Chorus of Disapproval
- Against The Wall
- Bloodline
- Bonesaw
- Billingsgate
- Brujeria
- B'zrker
- Chicano-Christ
- The Chorus
- Crankshaft
- Curious George
- Downside
- Face Value
- Final Conflict
- Fishwife
- Gameface
- Haywire
- Hunger Farm
- Insted
- Intent To Injure
- Left Insane
- The Offspring
- Olivelawn
- Once And For All
- One Step Ahead
- Our Band Sucks
- Pitchfork
- Point Blank
- Reason To Believe
- Schleprock
- Smile
- Toetag
- Uniform Choice
- Vision
- Visual Discrimination
- Walk Proud